# Vohenstrauß

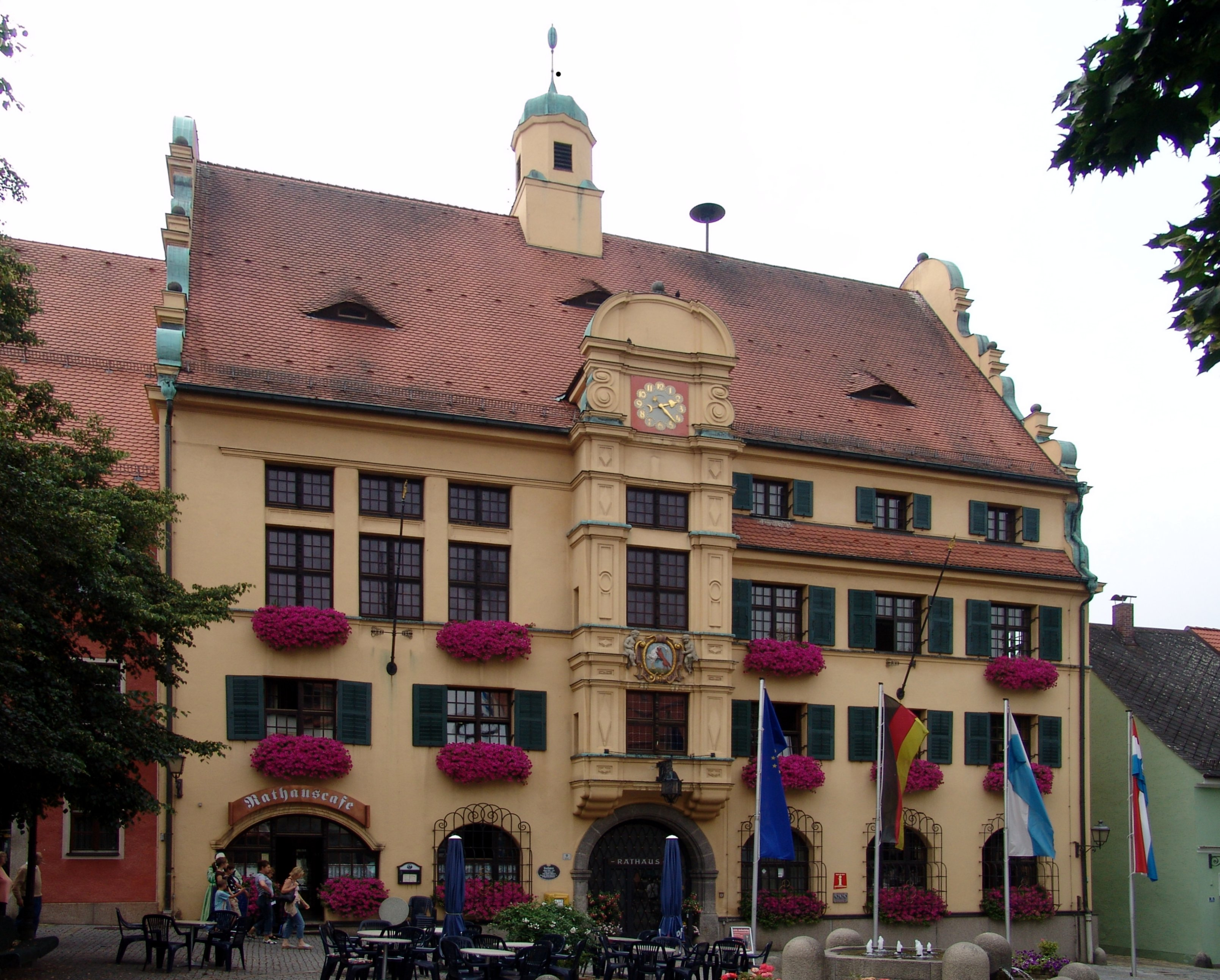
Vohenstrauß
(Primăria)

Vohenstrauß este un oraș din districtul Neustadt an der Waldnaab, regiunea administrativă Palatinatul Superior, landul Bavaria, Germania.